# Deutscher Reformverein (Antisemitismus)
Der Deutsche Reformverein wurde 1879 als Teil der wachsenden antisemitischen Bewegung im Königreich Sachsen gegründet. Er ist nicht zu verwechseln mit dem Deutschen Reformverein der 1860er Jahre.
Gründer der in Dresden entstandenen Organisation war der Kleinunternehmer Alexander Pinkert. Der Verein war antisemitisch, beanspruchte aber mit der Namensgebung, für allgemeine Reformen zu stehen. Der Verein griff über die Gründungsregion hinaus: Es entstanden Ortsgruppen in Hessen und in der Provinz Westfalen.
Im Jahr 1882 war die Gruppe Organisator eines internationalen antijüdischen Kongresses. Dieser sollte dazu dienen, die Zusammenarbeit der antisemitischen Organisationen auf nationaler und internationaler Ebene zu fördern. Ein Jahr später fand ein zweiter Kongress in Chemnitz statt. Beide Treffen scheiterten am Gegensatz der gemäßigten und radikalen Antisemiten.
Der Verein gab seit 1879 die Zeitschrift Deutsche Reform heraus, die schließlich bis 1887 als Zeitung täglich erschien.

## Weblink
- Antisemitische Parteien